# 钱氏船坞
钱氏船坞位于中国浙江省嘉兴市嘉善县干窑镇长生村让巷12号宅南，建于清道光年间，原为当地首富钱仲樵宅院的一部分，用于存放其私人船只，现为嘉善县已发现的同类建筑中的孤例。船坞所属的钱宅原占地30余亩，建有民宅、花园、池塘和船坞等，大部分毁于20世纪60年代，现仅存船坞和少量民房。
该建筑占地108平方米，坐东朝西，面阔四间，进深七檩，歇山顶，东首第一间供船工居住，同时便于看护船只，其余三间供船停泊。建筑共用柱11根，均为无鼓墩的方形石柱，南侧石柱立于水中，石柱间以5-6根短条石支撑长条石，其上砌以青砖，西面两间设有砖砌镂空窗，北侧石柱则立于驳岸边上，驳岸以花岗石砌筑，其间设有屋内河埠及八字河埠各一座。建筑于2010年由干窑镇政府出资修缮，现主要用于停靠村内参与踏白船比赛的船只。
　